# National Winter Ales Festival
Il National Winter Ales Festival (conosciuto anche come NWAF), è un festival birrario annuale organizzato dal CAMRA. Lo scopo dell'evento è di mostrare le migliori real ale (principalmente in cask, o anche rifermentate in bottiglia) appartenenti agli stili della birra cosiddetti "invernali" quali porter, stout, barleywine e old ale, poco rappresentati nel più antico festival estivo del CAMRA stesso, il Great British Beer Festival; sono comunque presenti anche altri stili di birra.  L'evento è annuale si tiene nei primi mesi di ogni anno; nel 1997, primo anno in cui ebbe luogo, le edizioni furono due, una all'inizio e una alla fine dell'anno.

## Sedi
- 1997 (Winter 1996/97) - Old Fruit Market,  Glasgow
- 1997 (Winter 1997/98) - Old Fruit Market, Glasgow
- 1999 - Upper Campfield Market, Manchester
- 2000 - Upper Campfield Market , Manchester
- 2001 - Upper Campfield Market, Manchester
- 2002 - Upper Campfield Market, Manchester
- 2003 - Old Town Hall, Burton-on-Trent
- 2004 - Old Town Hall, Burton on Trent
- 2005 - New Century Hall, Manchester
- 2006 - New Century Hall, Manchester
- 2007 - New Century Hall, Manchester
- 2008 - New Century Hall, Manchester
- 2009 - New Century Hall, Manchester
- 2010 - The Venue, Manchester
- 2011 - The Venue, Manchester
- 2013 - Sheridan Suite, Manchester
- 2014 - The Roundhouse, Derby
- 2015 - The Roundhouse, Derby
- 2016 - The Roundhouse, Derby